# Mars 1867

## Événements

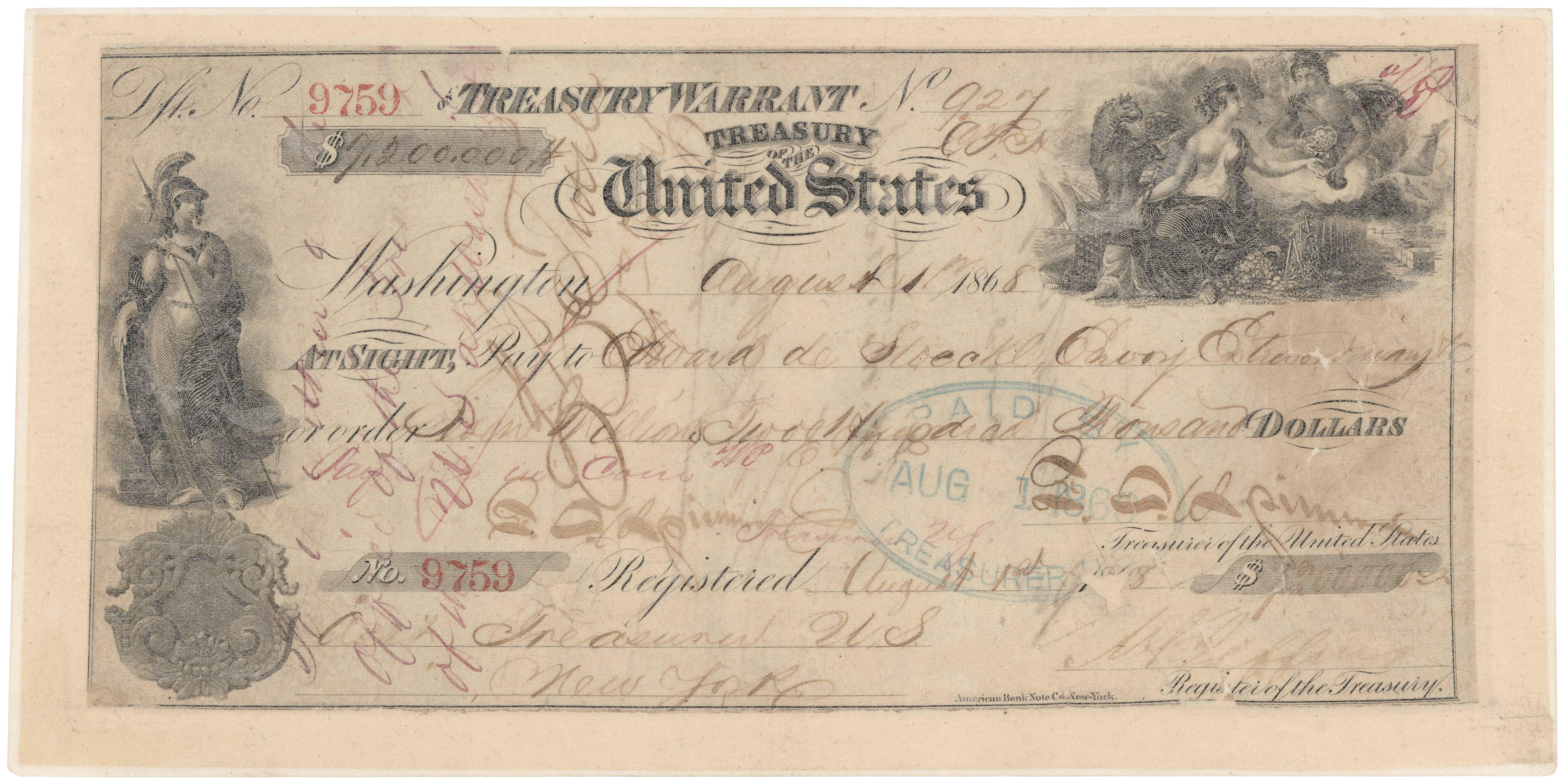
Chèque utilisé par le gouvernement des États-Unis pour l'achat de l'Alaska

- Le Compromis austro-hongrois est adopté (Ausgleich). L’État hongrois est rétabli dans la plénitude de ses forces. Le régime parlementaire bicaméralisme d’avril 1848 est restauré. La loi dispose que « la possession commune et inséparable » par la maison des Habsbourg de tous les territoires placé sous son sceptre et « l’autonomie législatives et l’indépendance gouvernementale de la Hongrie », l’assurance de ses « droits publics constitutionnels ».

- 1er mars : le Nebraska devient le trente-septième État de l'Union américaine.

- 5 mars :
  - échec du soulèvement des Fenians en Irlande. Bien que Stephens puisse compter sur 40 000 sympathisants armés, le soutien des Irlando-Américains fait défaut et la révolte s’essouffle rapidement;
  - fondation du journal Le Moniteur acadien au Nouveau-Brunswick.

- 10 mars : Sylvain Salnave est élu président en Haïti (fin en 1870). Il succède au général Fabre Geffrard qui avait rétabli la république en 1859. Sa présidence inaugure une longue période au cours de laquelle l’insurrection sévira à l’état endémique et qui se verra se succéder les dictatures militaires.

- 12 mars : le maréchal Bazaine quitte le Mexique avec les dernières troupes françaises.

- 14 mars, France : Senatus-consulte donnant au Sénat le droit de demander au Corps législatif, par une résolution motivée, de délibérer de nouveau sur une loi.

- 30 mars : les États-Unis achètent l'Alaska à la Russie pour 7,2 millions de dollars.

## Naissances
- 5 mars : Louis-Alexandre Taschereau, premier ministre libéral du Québec.
- 7 mars :
  - Édouard Paul Mérite, peintre et sculpteur français († 5 février 1941).
  - Le Commandant Raynal.
- 9 mars : Maurice Orange, peintre et dessinateur français († 28 février 1916).
- 10 mars : Hector Guimard, architecte français († 1942).
- 25 mars : Arturo Toscanini, chef d'orchestre italien († 16 janvier 1957).
- 29 mars : Gustave Alfred Noiré, militaire français († 9 mai 1915).

## Décès
- 6 mars : Peter von Cornelius, peintre et fresquiste romantique allemand (° 23 septembre 1783).
- 8 mars : Eugène Appert , peintre français (° 28 décembre 1814).